# La maison du docteur
La maison du docteur (La casa del dottore) è un opéra comique in un atto composta da Georges Bizet nel 1855, su libretto francese di Henry Boisseaux.

## Composizione
Alcuni studiosi di musica affermano che l'opera sia stata composta nel 1852, mentre altri credono che sia stata scritta nel 1855. In entrambi i casi la composizione è la prima opera scritta da Bizet. L'opera fu in realtà solo un'esercitazione commissionata dal Conservatorio.

## Storia delle esecuzioni
La maison du docteur non è mai stata eseguita; la musica è sopravvissuta solo nello spartito per pianoforte  poiché Bizet non l'ha mai orchestrata. Il lavoro non è mai stato pubblicato.
Un'orchestrazione dello spartito per pianoforte è stato realizzato ed eseguita il 9 febbraio 2012 dall'Orchestre de la Bastille all'Auditorium St. Germain di Parigi.